# Life in Dixie During the War
Life in Dixie During the War – tom wspomnień Mary Ann Harris Gay z czasów wojny secesyjnej. Był on napisany z punktu widzenia mieszkanki Południa i zwolenniczki Konfederacji. Na tej dokumentalnej relacji częściowo oparta została powieść Margaret Mitchell Przeminęło z wiatrem.